# Бершићи
Бершићи су насеље у Србији у општини Горњи Милановац у Моравичком округу. Према попису из 2022. било је 194 становника. Село припада општини Брезна. Удаљено je 15 км од Горњег Милановца на старом путу за Пожегу. Налази се на 370-680 м надморске висине и на површини од 1.080 ха.

## Историја
Бершићи су први пут поменути у турском попису 1525. године и тада су имали 17 домова.
Становништво се пред најездом Турака иселило. Нови насељеници су се доселили у 18. веку и то из Црне Горе, Босне, Херцеговине и Македоније. Они су се населили у брдима у рејону Галича. Касније, од 1880. године, почели су се се спуштају са брда у долину реке Дичине.
У пописима село је 1910. године имало 680 становника, 1921. године 660, а у 2002. години било их је 363.
Истакнута личност родом из Бершића за време владавине кнеза Милоша био је кнез Васа Поповић, учесник на договору у Такову 1815. године, а од 1819. главни кнез Пожешке нахије и пријатељ Милошев. Био је брат од ујака књегиње Љубице.
Поред њега, у Бершићима је рођен и Атанаско Михаиловић, учесник Првог и Другог српског устанка, кнез црногорске кнежевине, судија и депутат. Његова кћер Круна била је прва супруга Јована Обреновића, брата кнеза Милоша.
Сеоска преслава је на друге Тројице; има више записа, и то су већином липе. До 1945. је одржаван вашар на Ивањдан. Овде се налазе Стари надгробни споменици у Бершићима, Крајпуташ у Бершићима и Крајпуташ на Галичу, село Бершићи.
Кроз село пролази друм Горњи Милановац-Прањани, од кога се одвајају краци за Горње Бранетиће и Горње Бањане (оба даље воде ка Љигу), и око друма и тих раскршћа развила се варошица.
У ратовима у периоду од 1912. до 1918. године село је дало 120 ратника. Погинуло их је 61 а 59 је преживело.

## Демографија
У насељу Бершићи живи 293 пунолетна становника, а просечна старост становништва износи 46,5 година (44,3 код мушкараца и 48,9 код жена). У насељу има 122 домаћинства, а просечан број чланова по домаћинству је 2,88.
Ово насеље је у потпуности насељено Србима (према попису из 2002. године), а у последња три пописа, примећен је пад у броју становника.
|  |

| Демографија | Демографија | Демографија |
| Година      | Становника  | Становника  |
| ----------- | ----------- | ----------- |
| 1948.       | 798         |             |
| 1953.       | 765         |             |
| 1961.       | 680         |             |
| 1971.       | 561         |             |
| 1981.       | 488         |             |
| 1991.       | 417         | 399         |
| 2002.       | 351         | 363         |
| 2011.       | 266         |             |

| Етнички састав према попису из 2002.‍ | Етнички састав према попису из 2002.‍ | Етнички састав према попису из 2002.‍ | Етнички састав према попису из 2002.‍ | Етнички састав према попису из 2002.‍ |
| ------------------------------------ | ------------------------------------ | ------------------------------------ | ------------------------------------ | ------------------------------------ |
|                                      |                                      |                                      |                                      |                                      |
| Срби                                 | Срби                                 |                                      | 351                                  | 100,0%                               |
| непознато                            | непознато                            |                                      | 0                                    | 0,0%                                 |

| Година пописа     | 1948. | 1953. | 1961. | 1971. | 1981. | 1991. | 2002. |
| ----------------- | ----- | ----- | ----- | ----- | ----- | ----- | ----- |
| Број домаћинстава | 166   | 170   | 178   | 158   | 151   | 135   | 122   |

| Број чланова      | 1  | 2  | 3  | 4  | 5 | 6  | 7 | 8 | 9 | 10 и више | Просек |
| ----------------- | -- | -- | -- | -- | - | -- | - | - | - | --------- | ------ |
| Број домаћинстава | 32 | 32 | 20 | 15 | 8 | 11 | 3 | 1 | 0 | 0         | 2,88   |

| Пол    | Укупно | Неожењен/Неудата | Ожењен/Удата | Удовац/Удовица | Разведен/Разведена | Непознато |
| ------ | ------ | ---------------- | ------------ | -------------- | ------------------ | --------- |
| Мушки  | 154    | 43               | 97           | 11             | 2                  | 1         |
| Женски | 154    | 22               | 93           | 37             | 2                  | 0         |
| УКУПНО | 308    | 65               | 190          | 48             | 4                  | 1         |

| Пол    | Укупно                    | Пољопривреда, лов и шумарство | Рибарство                            | Вађење руде и камена | Прерађивачка индустрија       |
| ------ | ------------------------- | ----------------------------- | ------------------------------------ | -------------------- | ----------------------------- |
| Мушки  | 82                        | 45                            | 0                                    | 1                    | 14                            |
| Женски | 60                        | 32                            | 0                                    | 0                    | 8                             |
| УКУПНО | 142                       | 77                            | 0                                    | 1                    | 22                            |
| Пол    | Производња и снабдевање   | Грађевинарство                | Трговина                             | Хотели и ресторани   | Саобраћај, складиштење и везе |
| Мушки  | 0                         | 2                             | 4                                    | 1                    | 9                             |
| Женски | 0                         | 0                             | 7                                    | 2                    | 0                             |
| УКУПНО | 0                         | 2                             | 11                                   | 3                    | 9                             |
| Пол    | Финансијско посредовање   | Некретнине                    | Државна управа и одбрана             | Образовање           | Здравствени и социјални рад   |
| Мушки  | 0                         | 2                             | 1                                    | 1                    | 2                             |
| Женски | 1                         | 2                             | 0                                    | 2                    | 6                             |
| УКУПНО | 1                         | 4                             | 1                                    | 3                    | 8                             |
| Пол    | Остале услужне активности | Приватна домаћинства          | Екстериторијалне организације и тела | Непознато            | Непознато                     |
| Мушки  | 0                         | 0                             | 0                                    | 0                    | 0                             |
| Женски | 0                         | 0                             | 0                                    | 0                    | 0                             |
| УКУПНО | 0                         | 0                             | 0                                    | 0                    | 0                             |